# Onorificenze etiopi
Elenco delle onorificenze e degli ordini di merito e cavallereschi distribuiti dall'Etiopia dalla sua fondazione ai giorni nostri.

## Ordini cavallereschi
| Nastro | Onorificenza                   |
| ------ | ------------------------------ |
|        | Ordine di Salomone             |
|        | Ordine del Sigillo di Salomone |
|        | Ordine della Regina di Saba    |
|        | Ordine della Santa Trinità     |
|        | Ordine di Menelik II           |
|        | Ordine della Stella d'Etiopia  |
|        | Ordine di Sant'Antonio         |

## Medaglie e decorazioni di merito
| Nastro | Onorificenza                                                     |
| ------ | ---------------------------------------------------------------- |
|        | Medaglia militare di merito dell'Ordine di San Giorgio           |
|        | Medaglia militare per distinzione di Hailé Selassié              |
|        | Medaglia d'oro di Menelik II                                     |
|        | Medaglia d'oro di Hailé Selassié                                 |
|        | Medaglia d'argento di Menelik II                                 |
|        | Medaglia d'argento di Hailé Selassié                             |
|        | Croce di Lalibela                                                |
|        | Medaglia dei rifugiati                                           |
|        | Medaglia dell'imperatore Hailé Selassié e dell'imperatrice Menen |
|        | Medaglia per il centenario della vittoria di Adua                |
|        | Medaglia dell'istruzione                                         |
|        | Medaglia reale del leone                                         |
|        | Purple Heart                                                     |
|        | Medaglia per la difesa della patria                              |